# Medal 2500-lecia Imperium Perskiego

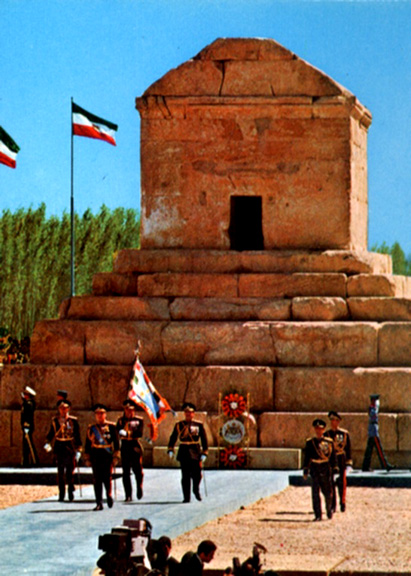
Grobowiec Cyrusa w trakcie ceremonii obchodów 2500-lecia Imperium Perskiego

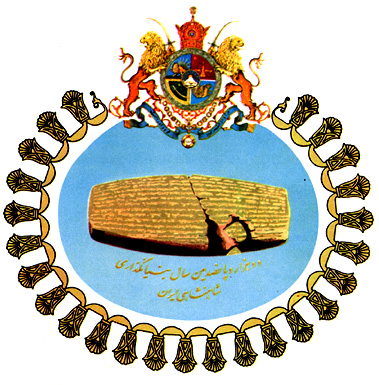
Cylinder Cyrusa wewnątrz oficjalnego logo uroczystości obchodów 2500-lecia Imperium Perskiego

Medale 2500-lecia Imperium Perskiego – dwa odznaczenia pamiątkowe ustanowione przez szachinszacha Mohammada Rezę Pahlawiego w 1971 roku, z okazji obchodów 2500-lecia Imperium Perskiego założonego przez Cyrusa II Wielkiego.

## Wygląd medali
Oba medale są okrągłe, wykonane z jednego kawałka metalu, z niewielką zawieszką mocującą medal do wstążki typu francuskiego (jak np. w przypadku wstążki krzyża kawalerskiego Legii Honorowej). Medale różnią się awersami, rewersami, kolorem wstążek oraz umieszczonych na niech okuciach.
Na awersie pierwszego z medali znajduje się rycina profilu głowy i szyi (w kołnierzu) szacha Mohammada; pod nią wyrzeźbiony wizerunek dwóch gałęzi palmowych, skierowanych wierzchołkami w przeciwnych kierunkach, ze skrzyżowanymi łodygami u dołu. Na rewersie ma wyrzeźbiony wizerunek grobowca Cyrusa II Wielkiego ustawionego na piramidalnym cokole składającym się z sześciu schodów. Wstążka jest biała z błękitnymi, pionowymi, szerokimi paskami. Okuciem jest metalowy wizerunek stojącego lwa trzymającego zakrzywiony miecz w uniesionej łapie, na tle wschodzącego słońca i korony Pahlawich.
Awers drugiego medalu również przedstawia profil głowy i szyi w kołnierzu panującego wówczas władcy, ale wzdłuż krawędzi jest obramowany motywami kwiatowymi. Takie samo okrągłe obramowanie widoczne jest na rewersie, ale wewnątrz niego znajduje się wyryty wzór uszkodzonego cylindra Cyrusa z napisami w języku perskim i francuskim nad cylindrem. Wstążka jest błękitna z niebieskimi, pionowymi, wąskimi paskami wzdłuż obu jej boków. Okucie na wstążce ma kształt korony dynastii Pahlawich.

## Odznaczeni
- Z tym tematem związana jest kategoria: Odznaczeni Medalem 2500-lecia Imperium Perskiego.
- Spiro T. Agnew
- Anna (księżniczka angielska)
- Anna Maria Grecka
- Baldwin I Koburg
- Willy Brandt
- Jovanka Broz
- Elena Ceaușescu
- Nicolae Ceaușescu
- Jacques Chaban-Delmas
- Emilio Colombo
- Moktar uld Daddah
- Makhosini Dlamini
- Fabiola Mora y Aragon
- Sulajman Farandżijja
- Filip, książę Edynburga
- Franciszek Józef II
- Fryderyk IX
- Maximilien de Furstenberg
- Georgina von Wilczek
- Varahagiri Venkata Giri
- Grace Grimaldi
- Rainier III Grimaldi
- Guo Moruo
- Ingrid Bernadotte
- Jan Karol I Burbon
- Jan (wielki książę Luksemburga)
- Józefina Charlotta
- Karol XVI Gustaw
- Urho Kaleva Kekkonen
- Konstantyn II Grecki
- Pál Losonczi
- Hubert Maga
- Mahendra Bir Bikram Shah Dev
- Maria-Astrid Luksemburska
- Imelda Marcos
- Mikasa (książę)
- Moshoeshoe II
- Maulaj Abd Allah
- Muna al-Hussein
- Olaf V
- Ali Reza Pahlawi II
- Aszraf Pahlawi
- Farah Pahlawi
- Farahnaz Pahlawi
- Cyrus Reza Pahlawi
- Lejla Pahlawi
- Szahnaz Pahlawi
- Szams Pahlawi
- Nikołaj Podgorny
- Sabah as-Salim as-Sabah
- Léopold Sédar Senghor
- Cevdet Sunay
- Ludvík Svoboda
- Josip Broz Tito
- Wiktor Emanuel di Savoia-Carignano
- Yuriko Takagi
- Zofia Grecka